# 21 Guns
21 Guns è un singolo del gruppo musicale statunitense Green Day, pubblicato il 25 maggio 2009 come secondo estratto dall'ottavo album in studio 21st Century Breakdown.

## Descrizione
Il singolo è stato diffuso dalle radio per la prima volta il 25 maggio dello stesso anno, tuttavia la canzone era già stata mandata in onda in alcune stazioni radio come la KROQ di Los Angeles mentre il lancio del singolo è avvenuto il 21 giugno.
La traccia è stata inclusa nella colonna sonora del film Transformers - La vendetta del caduto, pubblicata il 23 giugno 2009. Inoltre è disponibile come canzone scaricabile nel videogame Rock Band dal 7 luglio, insieme a East Jesus Nowhere e Know Your Enemy.

## Video musicale
Il videoclip, diretto da Marc Webb, è stato girato a Los Angeles il 6 giugno 2009 e mostrato in anteprima su MySpace il 22 giugno successivo a mezzanotte (EST). Nel video suona assieme al gruppo anche il chitarrista Jason White.
Il gruppo si trova in una stanza bianca di un motel con Christian (Josh Boswell) e Gloria (Lisa Stelly), i due protagonisti del concept-album 21st Century Breakdown. Gloria è sconvolta dall'arrivo della polizia e chiude le imposte per impedire loro di entrare, ma è terrorizzata da una raffica di pallottole che penetra attraverso la stanza. Poco dopo, mentre Billie Joe accompagna l'assolo con la sua chitarra, alcune scintille partono dai muri della stanza.
Mentre gli spari continuano a passarle di fianco Gloria nota che la spia del telefono della stanza lampeggia. Porta la cornetta all'orecchio e ascolta per qualche istante, prima di gettarlo in un acquario. Gli spari, nel frattempo, continuano a danneggiare tutto quello che si incontra nella stanza. Christian e Gloria chiudono gli occhi e camminano indenni l'uno verso l'altro, si abbracciano e si baciano (nella stessa posizione raffigurata sulla copertina dell'album).
A un certo punto durante il video le parole scritte sui muri della stanza compongono alcuni versi di See The Light, l'ultima canzone del disco.
Alla fine del video si affievolisce la luce attorno a Billie Joe Armstrong, che suona la nota conclusiva.
Il video ha trionfato in tre categorie agli MTV Video Music Awards 2009: Miglior video rock, Miglior regia e Miglior fotografia.

## Accoglienza
21 Guns ha raggiunto la ventiduesima posizione della Billboard Hot 100, diventando il maggior successo del gruppo dai tempi di Wake Me Up When September Ends, oltre che il loro penultimo, escluso Oh Love, ad entrare nella principale classifica statunitense dei singoli; è inoltre il loro ultimo successo nella top 40.
La canzone è stata candidata a due Grammy Award: Miglior performance rock di un duo o un gruppo e Miglior canzone rock.

## Altre versioni
Una versione della canzone è stata inclusa nel musical American Idiot e, insieme al cast del musical, i Green Day si sono esibiti cantando proprio 21 Guns ai Grammy Awards.

## Tracce
1. 21 Guns – 5:21
2. Favorite Son – 2:13
3. 21 Guns (Studio 880 Session)

## Formazione
- Billie Joe Armstrong – voce e chitarra
- Mike Dirnt – basso e voce
- Tré Cool – batteria

## Classifiche
| Classifica (2009)             | Posizione massima |
| ----------------------------- | ----------------- |
| Australia                     | 14                |
| Austria                       | 10                |
| Belgio (Fiandre)              | 38                |
| Belgio (Vallonia)             | 19                |
| Canada                        | 15                |
| Danimarca                     | 37                |
| Germania                      | 13                |
| Irlanda                       | 21                |
| Italia                        | 15                |
| Nuova Zelanda                 | 3                 |
| Paesi Bassi                   | 89                |
| Regno Unito                   | 36                |
| Stati Uniti                   | 22                |
| Stati Uniti (alternative)     | 3                 |
| Stati Uniti (mainstream rock) | 17                |
| Stati Uniti (rock)            | 5                 |
| Svezia                        | 8                 |
| Svizzera                      | 13                |